# Otto Schulz-Kampfhenkel
Otto Schulz-Kampfhenkel (27 de Agosto 1910 – 21 de Agosto 1989) foi um geógrafo alemão, explorador, zoólogo, escritor e produtor de filmes.

## Trajetória
Em 1931, aos 21 anos, Schulz-Kampfhenkel fez uma expedição à Libéria, na África Ocidental. Em sua volta para Alemanha, descreveu suas experiências no livro Das Dschungel Rief, (A selva chamou...). Retirou da África várias espécies de animais, vivos e mortos, para colecionadores e para o Zoológico de Berlim.
Com essa viagem e outras o jovem Schulz-Kampfhenkel se destacou entre os nazistas que na época seus lideres financiavam expedições de pesquisadores pelo mundo, preocupados em estudos geográficos e em encontrar as origens da “raça ariana” e fortalecer suas teorias nazistas.
Em 1935, aos 25 anos, realizou uma expedição ao Brasil acompanhado de dois homens, o aviador  Gerd Kahle e o engenheiro Gerhard Krause, exatamente no vale do Jari, no Amapá, na região amazônica, divisa do Brasil com a Guiana Francesa; ao chegar contratou cerca de trinta homens para auxiliá-los. Os três trouxeram onze toneladas de suprimentos e no Brasil se deslocavam em um hidroavião Seekadett apelidado de "Águia Marinha" da Aeronáutica brasileira. Nessa época Schulz-Kampfhenkel já havia se tornado um aviador e um militar da força paramilitar nazista Schutzstaffel (SS).
Assim como fez na África, Schulz-Kampfhenkel, ao final de sua expedição, retirou da região amazônica no período de setembro de 1935 e meados de março de 1937, mais de quinhentas peles de diferentes mamíferos, centenas de répteis e anfíbios, e mais de 1.500 objetos dos povos indígenas. Também produziu um material histórico cultural com 2.500 fotos e 2.700 metros de filme. Parte deste material foi entregue ao Museu ao Etnográfico de Berlim e ao Museu de História Natural de Berlim.
De posse desse material o também escritor e produtor Schulz-Kampfhenkel em 1938, produziu um filme documentário com o nome de Rätsel der Urwaldhölle (Enigma da Selva Infernal), e um best seller de mesmo nome, que vendeu cerca de cem mil exemplares onde narra sua expedição.
Em 1943 Schulz-Kampfhenkel foi promovido a Comissário Especial das questões geográficas no Reichsforschungsrat depois de ter sido tenente da Luftwaffe and Untersturmführer na Schutzstaffel.

## Teoria de conquistas e colonizações
O jornalista Jens Glüsing escreveu em seu livro Das Guayana-Projekt que na volta para a Alemanha, o nazista Schulz-Kampfhenkel sugeriu um plano de invasão ao norte do Brasil pelas Guianas, que seriam também conquistadas pelos alemães: a Francesa, a Holandesa (atual Suriname) e a Britânica, e que ele sonhava em governar a futura Guiana Alemã. Já o historiador marxista alemão Stoecker diz que:
| “ | Schulz-Kampfhenkel era um marqueteiro ativo de suas expedições. Ele sempre valorizou muito a utilização e comercialização midiática destas viagens. | ” |

  Schulz-Kampfhenkel participou de expedições nazistas no Deserto do Saara, Itália, Grécia, Iugoslávia, Finlândia, Polônia e Ucrânia e em 1945 foi preso pelo governo americano ficando poucos meses na prisão.

## Influenciador educacional
Schulz-Kampfhenkel foi para Hamburgo e fundou o Institut für Weltkunde in Bildung und Forschung (Instituto de Formação e Pesquisa de Ciência do Mundo). Atualmente referência nos materiais de ensino de geografia para as escolas alemãs.